# Heusden Koers 1936
De 2e editie van de Belgische wielerwedstrijd Heusden Koers werd verreden op 16 augustus 1936. De start en finish vonden plaats in Heusden. De winnaar was Karel Clapdorp, gevolgd door Adolphe Braeckeveldt en Armand Lambert.

## Uitslag
| Heusden Koers 1936 |                      |                     |      |
| Plaats             | Naam                 | Ploeg               | Tijd |
| Winnaar            | Karel Clapdorp       | Dossche Sport-Titan |      |
| 2                  | Adolphe Braeckeveldt | Labor-Dunlop        |      |
| 3                  | Armand Lambert       | Dossche Sport-Titan |      |

1929 · 1930-1935 · 1936 · 1937 · 1938 · 1939 · 1952 · 1953 · 1954 · 1955 · 1956 · 1957 · 1958 · 1959 · 1960 · 1961 · 1962 · 1963 · 1964 · 1965 · 1966 · 1967 · 1968 · 1969 · 1970 · 1971 · 1972 · 1973 · 1974 · 1975 · 1976 · 1977 · 1978 · 1979 · 1980 · 1981 · 1982 · 1983 · 1984 · 1985 · 1986 · 1987 · 1988 · 1989 · 1990 · 1991 · 1992 · 1993 · 1994 · 1995 · 1996 · 1997 · 1998 · 1999 · 2000 · 2001 · 2002 · 2003 · 2004 · 2005 · 2006 · 2007 · 2008 · 2009 · 2010 · 2011 · 2012 · 2013 · 2014 · 2015 · 2016 · 2017 · 2018 · 2019 · 2020 · 2021 · 2022 · 2023